# Kovačevac (Mladenovac)
Kovačevac (Servisch cyrillisch Ковачевац) is een plaats in de Servische gemeente Mladenovac. De plaats telt 4349 inwoners (2002).